# Фридрих I фон Брена
Фридрих I фон Брена (на немски: Friedrich I von Brehna; * ок. 1126; † 4 януари 1182) от фамилията Ветини е граф на Брена в Саксония-Анхалт.
Той е най-малкият син на маркграфа на Майсен, Конрад Велики (1098–1157). Брат е на Ото Богатия от Майсен, Дитрих от Ландсберг, Хайнрих I от Ветин и Дедо III от Лужица.
През края на 1156 г. 60-годишният му баща разпределя земите си и отива като монах в своя домашен манастир в Лаутерберг при Хале, където умира след два месеца на 5 февруари 1157 г.
Фридрих I придобива за графството си множество собствености. Той е често в двора на император Фридрих I Барбароса. Фридрих I умира на 4 януари 1182 г. и е погребан в църквата на манастир Петерсберг. Неговата съпруга Хердвиг го надживява около 19 години.

## Фамилия
Фридрих I се жени между 1165 и 1175 г. за Хедвика Пршемисловна (1154–1162 – 19 юни 1210/1211), дъщеря на княз Деполд (Теобалд I) от Бохемия-Ямниц († 1167) от род Пршемисловци и съпругата му Гертруда, дъщеря на Албрехт Мечката. Тя е внучка на Владислав I от Бохемия.
Те имат децата:
- Ото I фон Брена († 23 декември 1203), граф на Брена (1182–1203)
- Фридрих II фон Брена и Ветин († 16 октомври 1221), от 1217 г. граф на Брена и Ветин, женен за Юдит († 6 октомври 1220), дъщеря на граф Фридрих фон Цигенхайн
- София († 1225), абатеса на Кведлинбург